# بيورن كوم
بيورن كوم (بالسويدية: Björn Kumm)‏ هو صحفى وكاتب سويدي ولد سنه 1938. له كتابات عن أمريكا اللاتينية والحرب الباردة وتاريخ الإرهاب. يعمل في مجلة هاربر السويديه. كان له سبق صحفي كبير سنة 1976 حيث كان من القلائل الذين أتيح لهم رؤيه جثمان تشي جيفارا بعد إعدامه.